# Bâtiment de Correos (Barcelone)
L'édifice des Correus (en catalan, Correus i Telègrafs) est le siège à Barcelone de la Société d'Etat Correos y Telégrafos, appartenant à l'État espagnol. C'est un édifice de style classiciste et néobaroque, œuvre de Josep Goday et Jaume Torres i Grau projeté en 1914 et bâti entre 1926 et 1927. Le décor est l'œuvre des sculpteurs Manuel Fuxà, Eusebi Arnau et Pere Jou, et des peintres Francesc d'Assís Galí, Josep Obiols, Francesc Labarta et Francesc Canyelles. Il est situé plaza de Correos, dans l'arrondisement de Ciutat Vella.
L'édifice est inscrit comme Bien Culturel d'Intérêt Local (BCIL) dans le Recensement du Patrimoine Culturel catalan.

## Histoire
Le premier service de courriers à Barcelone a été organisé en 1338 sous forme de confrérie. En 1716 il a été incorporé à la Couronne par Philippe V, avec un règlement promulgué en 1720. Le siège se situait alors dans la rue du Correu Vell, puis est passé successivement à la rue Bonsuccés et, au début du XXe siècle, à la place Urquinaona.
Lorsqu'en 1908 a été entamé l'ouverture de la Via Laietana, un des principaux projets urbanistiques de la Barcelone du début du XXe siècle, qui reliait le quartier de l'Eixample à la mer, on a pensé à installer sur la nouvelle avenue le siège central de Correos dans un nouveau bâtiment. La nouvelle voie a été dessinée avec la volonté de créer une avenue d'aspect uniforme, c'est pourquoi la plupart des bâtiments sont d'aspect noucentiste, avec une certaine influence de l'École de Chicago. Le terrain où a été bâti le bâtiment était la propriété de José Collaso y Gil, qui avait été maire de Barcelone à quatre reprises.
Pour le nouveau bâtiment, un concours a été gagné par Goday y Torres. Goday s'inspirait de l'architecture renaissance florentine et, spécialement, de Brunelleschi. Dans ses œuvres il récupérait des formes classiques comme des frontons et pilastres, combinées avec des styles d'origine baroque, c'est le cas pour nombre de ses réalisations et également pour le bâtiment de Correos.
L'édifice a été inauguré le 19 mai 1929, le jour de l'arrivée du roi Alfonso XIII à Barcelone pour inaugurer l'Exposition Internationale.

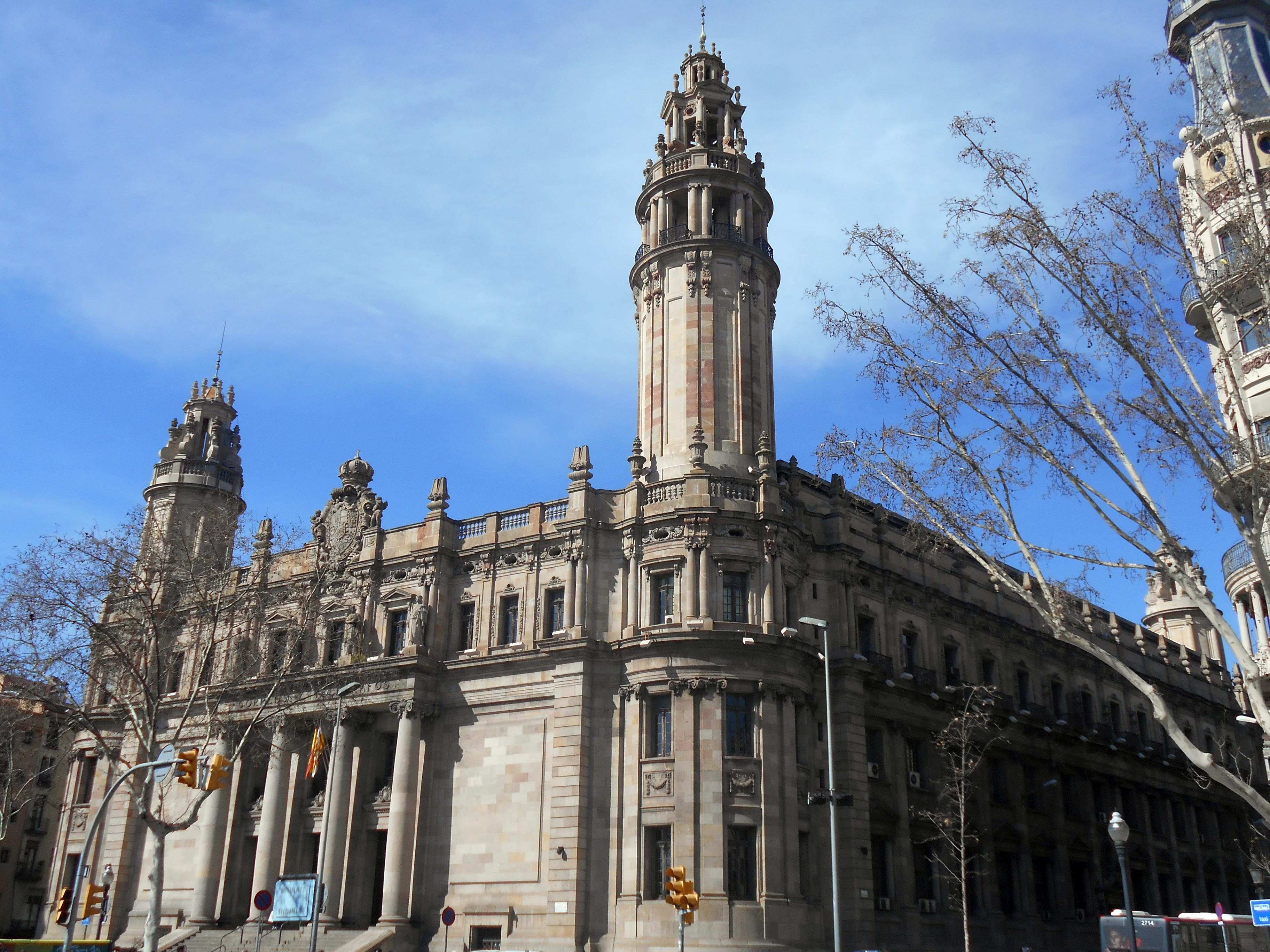
Vue latérale du bâtiment

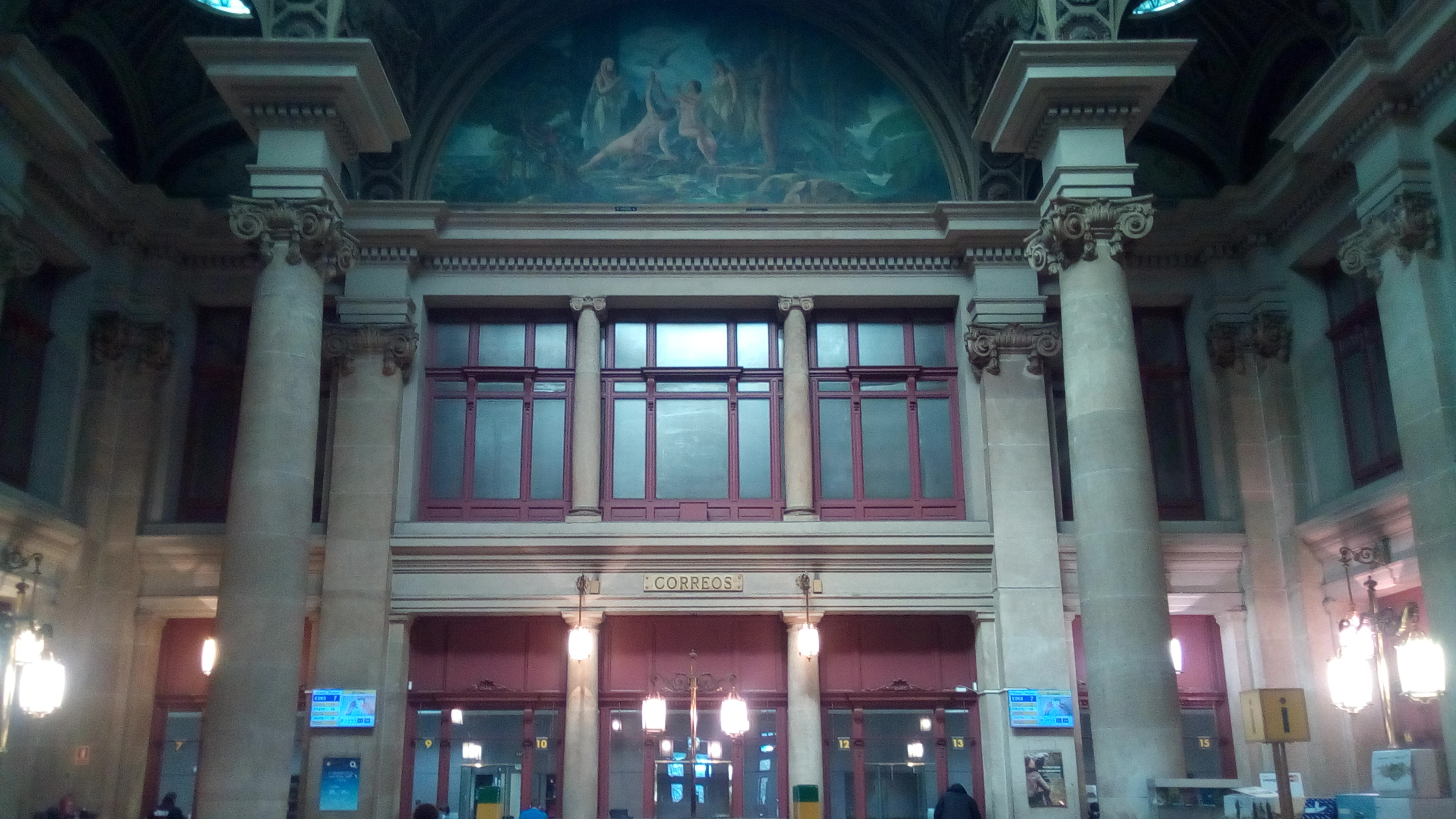
Salon central

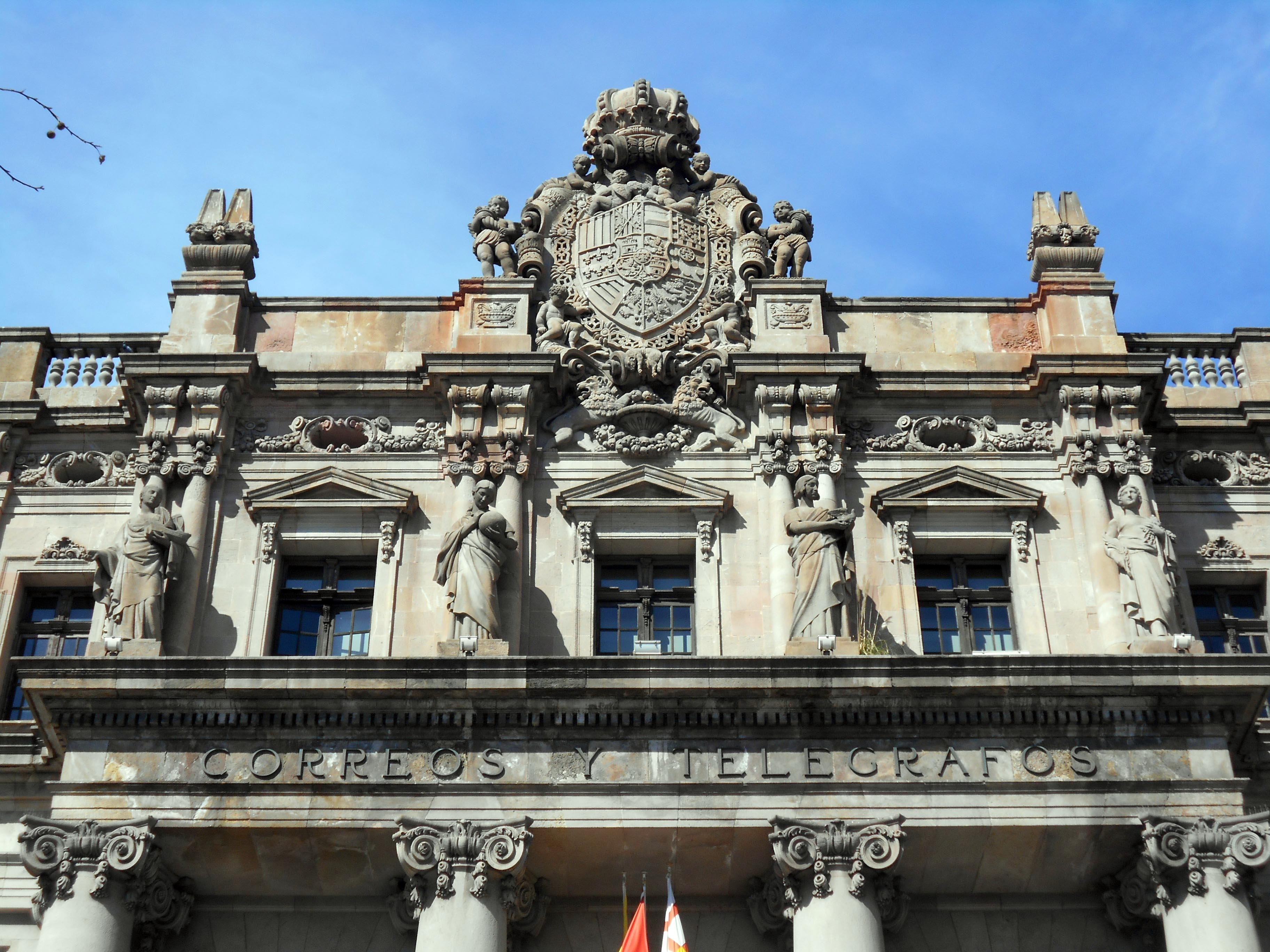
Détail de la façade principale

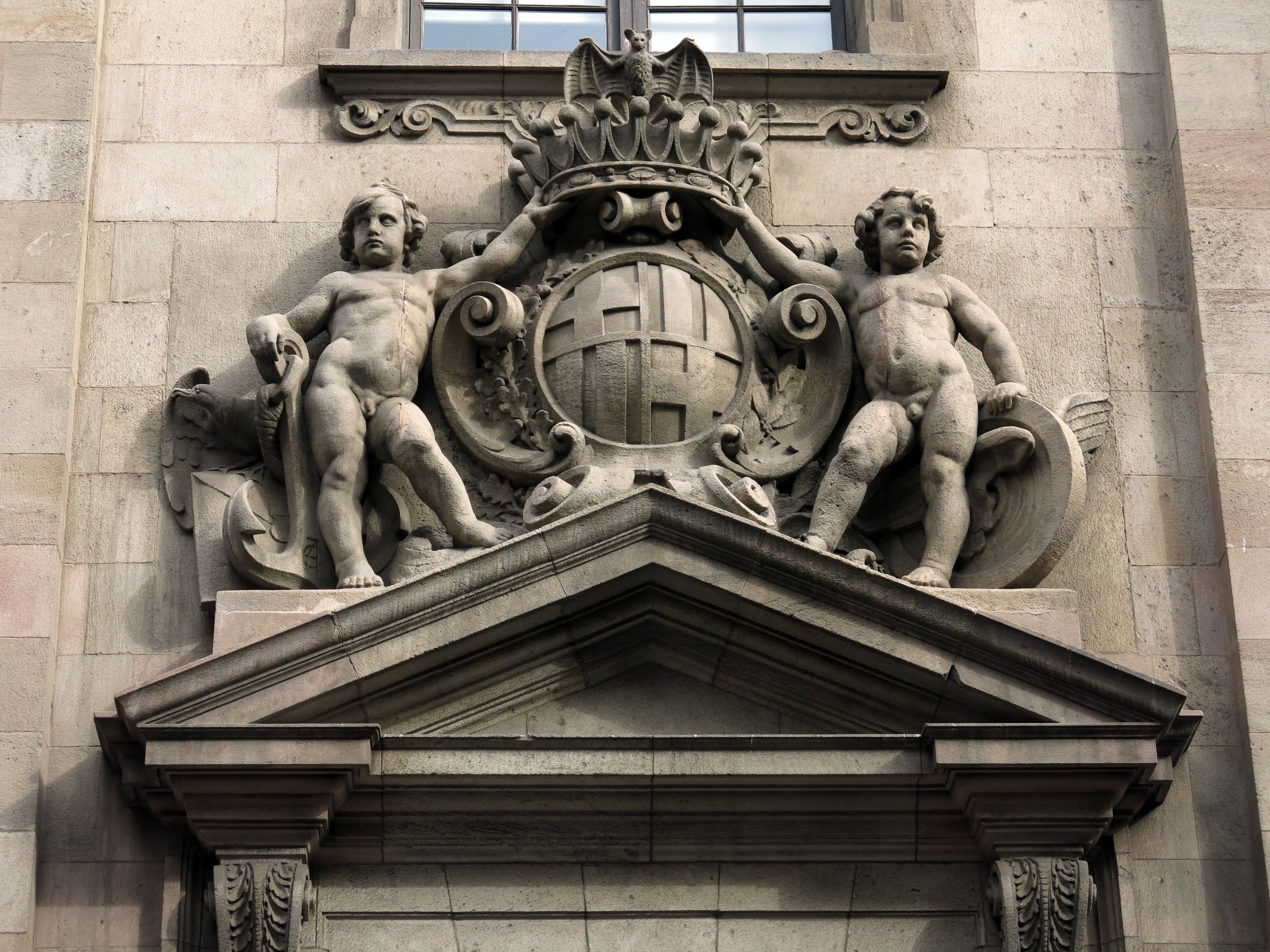
Armoiries de Barcelone, de Eusebi Arnau

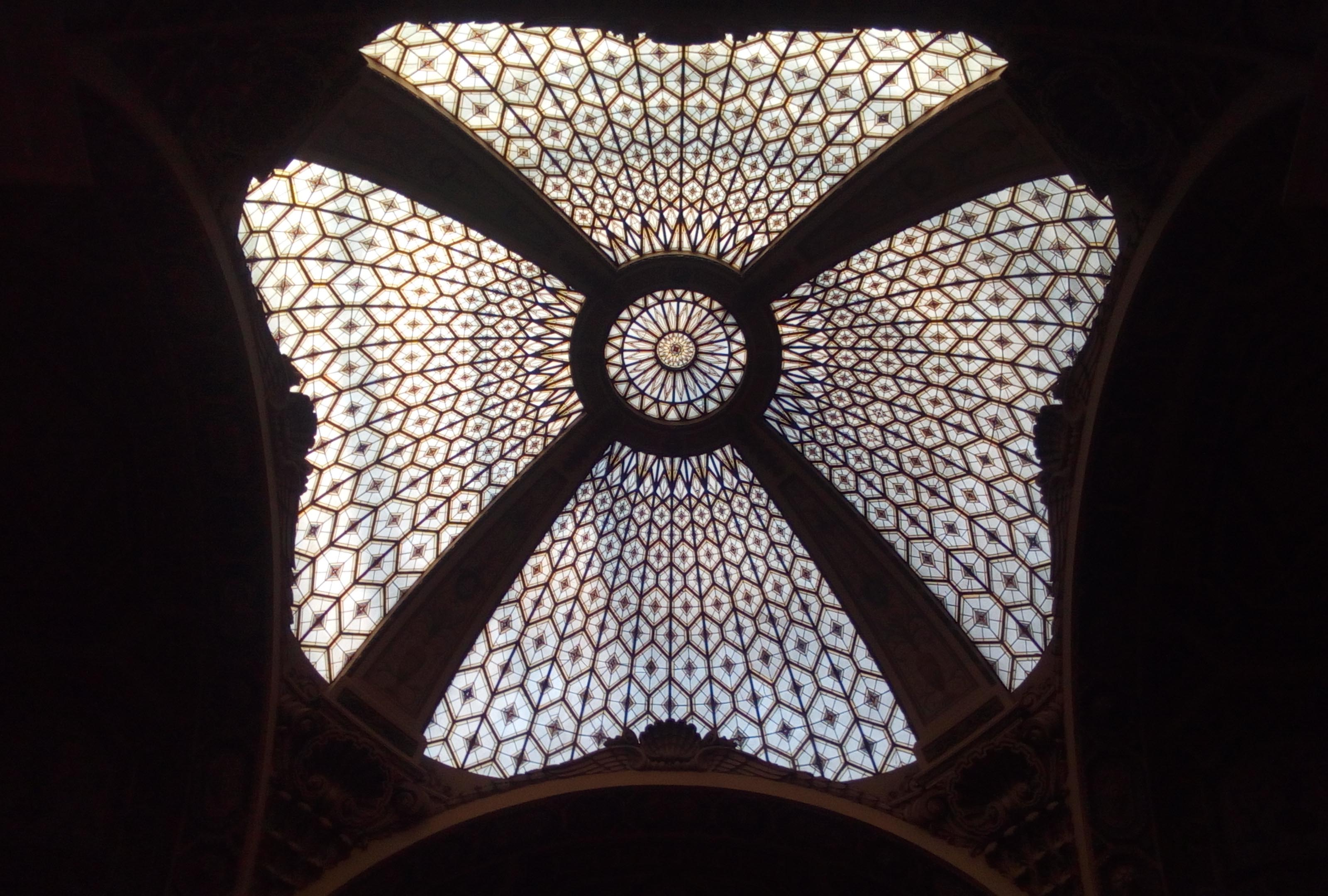
Dôme du salon central